# Live at the Paramount
Live at the Paramount ist ein Live-Konzert der US-amerikanischen Rockband Nirvana. Es fand am 31. Oktober 1991 im Paramount Theatre, Seattle, statt. Veröffentlicht wurde es auf DVD und Blu-ray-Disc erst am 27. September 2011 zum 20-jährigen Jubiläum von Nevermind. Am 12. April 2019 erschien es auch auf Schallplatte und zum Download.

## Geschichte
Das Material war in seiner Gesamtheit zuvor unveröffentlicht, allerdings waren einzelne Songs bereits veröffentlicht. About a Girl, Polly, Breed und Endless, Nameless wurden 1994 schon auf Live! Tonight! Sold Out!! und Negative Creep als Audio 1996 auf From the Muddy Banks of the Wishkah veröffentlicht. Das Video erreichte Platz eins der US-DVD-Charts und Platz vier der DVD-Charts in Großbritannien.

## Titelliste
1. Jesus Doesn’t Want Me for a Sunbeam (The Vaselines Cover) (Eugene Kelly, Frances McKee)
2. Aneurysm (Kurt Cobain, Dave Grohl, Krist Novoselic)
3. Drain You (Cobain)
4. School (Cobain)
5. Floyd the Barber (Cobain)
6. Smells Like Teen Spirit (Cobain, Grohl, Novoselic)
7. About a Girl (Cobain)
8. Polly (Cobain)
9. Breed (Cobain)
10. Sliver (Cobain)
11. Love Buzz (Shocking Blue Cover) (Robby Van Leeuwen)
12. Lithium (Cobain)
13. Been a Son (Cobain)
14. Negative Creep (Cobain)
15. On a Plain (Cobain)
16. Blew (Cobain)
17. Rape Me (Cobain)
18. Territorial Pissings (Cobain, Chet Powers)
19. Endless, Nameless (Cobain)

## Rezeption

### Rezensionen
Pitchfork Media schrieb, jeder Song dieser Aufnahme sei schon auf einem anderen Album zu hören gewesen. Dennoch sei diese unersetzlich.

### Chartplatzierungen
| ChartsChartplatzierungen | Höchstplatzierung | Wochen |
| ------------------------ | ----------------- | ------ |
| Deutschland (GfK)        | 99 (1 Wo.)        | 1      |

| ChartsChartplatzierungen       | Höchstplatzierung | Wochen |
| ------------------------------ | ----------------- | ------ |
| Österreich (Ö3)                | 3 (2 Wo.)         | 2      |
| Schweiz (IFPI)                 | 4 (3 Wo.)         | 3      |
| Vereinigtes Königreich (OCC)   | 4 (7 Wo.)         | 7      |
| Vereinigte Staaten (Billboard) | 1 (17 Wo.)        | 17     |

### Auszeichnungen für Musikverkäufe
| Land/Region       | Auszeichnungen für Musikverkäufe (Land/Region, Auszeichnung, Verkäufe) | Verkäufe |
| ----------------- | ---------------------------------------------------------------------- | -------- |
| Australien (ARIA) | Gold                                                                   | 7.500    |
| Portugal (AFP)    | 3× Platin                                                              | 24.000   |
| Insgesamt         | 1× Gold · 3× Platin ·                                                  | 31.500   |

Hauptartikel: Nirvana/Auszeichnungen für Musikverkäufe